# Dickie Dick Dickens
Dickie Dick Dickens ist eine humoristische Hörspielserie von Rolf und Alexandra Becker, deren einzelne Folgen sich zur Zeit der Ausstrahlung zu so genannten Straßenfegern entwickelten. Die Kriminalsatire wurde vom Bayerischen Rundfunk und von Radio Bremen sowie vom Schweizer Rundfunk jeweils in eigenen Fassungen produziert.
Nach der Hörspielserie entstanden die Bücher zu den einzelnen Staffeln. Radio Bremen hat 2008/2009 die ersten 12 Folgen neu produziert.

## Autoren
Alexandra und Rolf Becker veröffentlichten neben den „Dickie Dick Dickens“-Romanen auch andere Krimi-Erfolge wie „Gestatten, mein Name ist Cox“ (als Hörspiel umgesetzt und zusätzlich noch verfilmt).
Fernsehgeschichte schrieb das Autorengespann mit Drehbüchern zur ersten deutschen Familienserie „Familie Schölermann“ (1954–1960). Außerdem wirkten sie an den Drehbüchern der Krimiserie „Graf Yoster gibt sich die Ehre“ (1967–1976) mit.

## Inhalt
Die Geschichte spielt in den goldenen 1920er Jahren in Chicago. Dickie Dick Dickens, gelernter Taschendieb, gefährlichster Mann, den Chicago je hervorbrachte, mit goldenem Herzen und stählernen Augen, verbrachte 68 % seines Lebens in Freiheit und 32 % im Gefängnis. Die Abenteuer drehen sich um Dickie, seine Freundin Effi Marconi und Dickies ungewollten Aufstieg vom ehrlichen Taschendieb zum Gangsterboss von Chicago. Dabei bekommt er es mit dem bekannten Gangsterboss Jim Cooper zu tun, der in Fachkreisen auch „Jim der Dickköpfige“ genannt wird. Dieser ist lange Zeit der König der Unterwelt – so lange, bis er Dickie Dick Dickens über den Weg läuft und ihm – von diesem mit einer Pistole bedroht – auf seinen Namen schwört, ihm das Bananenverkäufer-Viertel von Chicago zu überlassen. Dickie Dick Dickens schreibt die Geschichten 1939 im Gefängnis „Sing Sing“ in seinen Memoiren nieder, die in 14 Sprachen übersetzt werden. Darin beschreibt er jedes seiner Abenteuer mit einem besonderen Schlusskommentar.

## Hörspiel-Produktionen des Bayerischen Rundfunks
Zwischen 1957 und 1975 wurden insgesamt 51 Folgen (davon sechs unter dem Titel Dickie Dick Dickens & Co.) vom Bayerischen Rundfunk produziert.
Die ersten drei Staffeln in den Jahren 1957 bis 1960 umfassten hierbei 37 Folgen. Zwischen 1969 und 1972 wurden vier weitere Folgen vom Bayerischen Rundfunk produziert und ausgestrahlt.
| Autoren | Rolf und Alexandra Becker |
| Regie   | Walter Netzsch            |
| Musik   | Walter Popper             |

| Person                      | Sprecher                                                       | Rolle                                                                                         |
| --------------------------- | -------------------------------------------------------------- | --------------------------------------------------------------------------------------------- |
| 1. Sprecher                 | Fritz Wilm Wallenborn                                          |                                                                                               |
| 2. Sprecher                 | Ernst Seiltgen, 1957–1960; Horst Sachtleben, 1969              |                                                                                               |
| Dickie Dick Dickens         | Carl-Heinz Schroth, 1957–60; Herbert Bötticher, 1969           | Der gefährlichste Mann, den die Unterwelt Chicagos je ausgespuckt hat                         |
| Jim Cooper                  | Heinz Leo Fischer                                              | Gegenspieler von Dickie Dick Dickens. In Fachkreisen auch „Jim der Dickköpfige“ genannt       |
| Effi Marconi                | Marlies Schoenau, 1957–59; Ursula Kube, 1960; Helen Vita, 1969 | Dickies Gangsterbraut                                                                         |
| Opa Crackle                 | Erik Jelde                                                     | Dickies väterlicher Freund                                                                    |
| Bonco                       | Richard Kley, 1957–69; Alfons Teuber, 1960                     | Der abergläubische Handlanger von Dickie                                                      |
| Josua Benedikt Streubenguss | Fritz Benscher                                                 | Juwelier, Hehler, Freund und Gehilfe von Dick                                                 |
| Maggie Poltimbrook          | Ulla Torp                                                      | Der einzige weibliche Walfangkapitän der Welt                                                 |
| Mrs. Shrooshobber           | Gerta Vandesleben                                              | Die Vorsitzende der Frauenvereinigung von Chicago                                             |
| Mummy Tobo Dutch            | Lore Bronner                                                   | Geldgierige Pensionsbesitzerin. Ihre Pension dient der Unterwelt von Chicago als Unterschlupf |
| Lionel McKenzie             | Hans Leibelt, 1959–1960; Harald Juhnke 1969                    | Ein Chefkommissar                                                                             |
| Sergeant Martin             | Wolfgang Johannes Bekh                                         | Der laute Assistent von Chefkommissar Lionel McKenzie                                         |
| Leutnant Povery             | Helmut Kindermann                                              | Angehöriger der Chicagoer Polizei, an Jagd von Dickie beteiligt                               |
| Kommissar Hillbilly         | Fritz Korn                                                     | Er jagt Dickie als erster Mensch                                                              |
| Topper                      | Ulrich Beiger                                                  | Ein Gangsterboss                                                                              |
| Snipper Jonas               | Bert Hauch                                                     | Gehilfe von Topper                                                                            |
| Admiral Jefferson Harper    | Robert Naegele, 1969                                           | Ein Gangsterboss                                                                              |
| Alfonso Capelli             | Sigurd Fitzek, 1969                                            | Ein Gangsterboss                                                                              |

### Kurzserie des Bayerischen Rundfunks von 1976
Im Jahr 1976 legte der BR noch einmal eine Kurz-Serie mit sechs einstündigen Episoden auf. Die Erstausstrahlungen erfolgten zwischen dem  25. März und dem 29. April 1976.
In diesen ist Dickie Dick Dickens inzwischen ein älterer Herr, aus Sing Sing entlassen oder geflohen, und lebt mit seiner Dauer-Verlobten Effi Marconi in Europa. Er entdeckt, dass er einen erwachsenen Sohn namens Donald D. Doberman hat, der dann jedoch entführt wird. Es reihen sich einige Abenteuer aneinander, bis jeder das hat, was er verdient hat. Die Abenteuer spielen sich hauptsächlich im Mittelmeerraum (Tanger, Malta, Italien, Griechenland) ab, wo Dickens allerlei merkwürdige Personen kennenlernt: einen italienischen Grafen, einen ebenso italienischen Polizeikommissar, einen geizigen Multimilliardär aus Amerika, einen griechischen Reeder und dessen frustrierte rechte Hand, den „Hafenschlawiner von Tanger“, und so weiter.
Haupttitel: Dickie Dick Dickens & Co. - Verbrich mir nichts - Fünfte Staffel
- 1. Folge: Die Begegnung
- 2. Folge: Baba ben Bibas Erzählungen
- 3. Folge: Was ist los mit der Emmerich-Hütte?
- 4. Folge: Das Geschmeide der Kaiserin
- 5. Folge: In einem Krimi stört eine Bombe nie
- 6. Folge: Die Delegation aus Hongkong

Sprecher u. a.:
- 1. Sprecher: Rüdiger Bahr
- 2. Sprecher: Gustl Weishappel
- Dickie Dick Dickens: Carl-Heinz Schroth
- Donald D. Doberman: Reiner Schöne
- Effi Marconi: Marlies Schoenau
- Habakuk Benevuti: Mario Adorf
- Archibald Henderson: Günter Strack

- Regie: Peter M. Preissler

| Staffel                                    | Folge | Titel                                                                      | Erstausstrahlung |
| ------------------------------------------ | ----- | -------------------------------------------------------------------------- | ---------------- |
| 1 „Dickie Dick Dickens“                    | 1     | Das Veilchen, das im verborgenen blüht                                     | 27.10.1957       |
|                                            | 2     | Ich bin nur ein kleiner Taschendieb                                        | 29.12.1957       |
|                                            | 3     | Gar lustig ist das Räuberleben                                             | 19.01.1958       |
|                                            | 4     | Rhapsodie in Gold                                                          | 08.03.1958       |
|                                            | 5     | Keine Angst vorm bösen Mann                                                | 14.04.1958       |
|                                            | 6     | Der ländlichen Idylle zweiter teil oder Regentropfen auf dem Blechdach     | 05.05.1958       |
|                                            | 7     | Die Träne quillt, Chicago hat ihn wieder                                   | 19.05.1958       |
|                                            | 8     | Wer kein' Stahl hat, hat die Qual                                          | 02.06.1958       |
|                                            | 9     | Von bleiernen Kugeln einen Kranz                                           | 16.06.1958       |
|                                            | 10    | Das Geheimnis des schwarzen Katers                                         | 30.05.1958       |
|                                            | 11    | Des schwarzen Katers zweites Geheimnis                                     | 14.07.1958       |
|                                            | 12    | Einer langen Irrfahrt schließliches Ende                                   | 28.07.1958       |
| 2 „Neues von Dickie Dick Dickens!“         | 13    | Wale und kleine Fische                                                     | 08.01.1959       |
|                                            | 14    | Chicago ist kein Dorf                                                      | 15.01.1959       |
|                                            | 15    | Es klappert die Mühle...                                                   | 22.01.1959       |
|                                            | 16    | Rotwein für die Herren, Strychnin für die Damen                            | 29.01.1959       |
|                                            | 17    | Das Vermächtnis des großen Jim                                             | 05.02.1959       |
|                                            | 18    | Immer diese Schwierigkeiten                                                | 12.02.1959       |
|                                            | 19    | Nur nicht kleinkriegen lassen!                                             | 19.02.1959       |
|                                            | 20    | Sieben Spatzen auf dem Dach                                                | 05.03.1959       |
|                                            | 21    | Die lustigen Weiber von Chicago                                            | 05.03.1959       |
|                                            | 22    | Warten im Regen bringt selten Segen                                        | 12.03.1959       |
|                                            | 23    | Mit allen Wassern gewaschen                                                | 19.03.1959       |
|                                            | 24    | Plaudereien am Telefon                                                     | 02.04.1959       |
|                                            | 25    | Seemann Ahoi                                                               | 09.04.1959       |
| 3 „Dickie Dick Dickens - wieder im Lande“  | 26    | Willkommen, Señor Dickens                                                  | 28.01.1960       |
|                                            | 27    | Feuer für D.D.D                                                            | 04.02.1960       |
|                                            | 28    | Sieben Leichen und kein Tropfen Blut oder Vorwärts, Leute, nicht gefackelt | 11.02.1960       |
|                                            | 29    | Betrüge, wem Betrug gegeben                                                | 18.02.1960       |
|                                            | 30    | Ruhe sanft, General                                                        | 25.02.1960       |
|                                            | 31    | Ticki-ticki-ticki-tack                                                     | 03.03.1960       |
|                                            | 32    | Die Geister des Irazú                                                      | 10.03.1960       |
|                                            | 33    | Hannibal ante portas                                                       | 17.03.1960       |
|                                            | 34    | Wem die Runde schlägt                                                      | 24.03.1960       |
|                                            | 35    | Mit der Schlinge um den Hals                                               | 31.03.1960       |
|                                            | 36    | Gangster, die schießen, töten nicht                                        | 07.04.1960       |
|                                            | 37    | Die Nacht des Schicksals                                                   | 21.04.1960       |
| 4 „Neue Abenteuer von Dickie Dick Dickens“ | 38    | Warum die Frau Senatorin ihren Verlobungsring vergessen hat                | 09.10.1969       |
|                                            | 39    | Ein Täßchen Kakao                                                          | 16.10.1969       |
|                                            | 40    | Wer, verdammt nochmal, ist wer?                                            | 23.10.1969       |
|                                            | 41    | Symphonie in Bumm                                                          | 11.12.1969       |
|                                            | 42    | Alltag in Chicago                                                          | 09.11.1972       |
|                                            | 43    | Die Che-Wag-Wang-Hoah-Papiere                                              | 16.11.1972       |
|                                            | 44    | Armer Mr. Hickleday                                                        | 23.11.1972       |
|                                            | 45    | Auch Verbrechen wollen gelernt sein                                        | 30.11.1972       |
| 5 „Dickie Dick Dickens & Co.“              | 46    | Die Begegnung                                                              | 25.03.1976       |
|                                            | 47    | Baba ben Bibas Erzählungen                                                 | 01.04.1976       |
|                                            | 48    | Was ist los mit der Emmerich-Hütte?                                        | 08.04.1976       |
|                                            | 49    | Das Geschmeide der Kaiserin                                                | 15.04.1976       |
|                                            | 50    | In einem Krimi stört eine Bombe nie                                        | 22.04.1976       |
|                                            | 51    | Die Delegation aus Hongkong                                                | 29.04.1976       |

## Weitere Hörspiel-Produktionen

### Radio Bremen
In den Jahren 1960 und 1961 wurde von Radio Bremen eine eigene Hörspielfassung mit Jürgen Scheller als Dickie Dick Dickens produziert, deren Archivbänder aber kurz nach den Ursendungen verschollen sind. Nach einem Aufruf der Hörspielredaktion Radio Bremens konnten 25 Folgen von Tonbandmitschnitten der Hörer wieder restauriert werden. 2004 und 2005 sendete Radio Bremen nach über 40 Jahren die komplette 2. und 3. Staffel wieder. Die 1. Staffel gilt weiterhin als verloren. Ab August 2008 wurden die 12 Folgen der 1. Staffel neu produziert, Sendestart bei Radio Bremen war der Mai 2009. Jürgen Thormann, Erzähler der Bremer Originalfolgen, spricht auch in der Neuproduktion. Der verstorbene 2. Erzähler Klaus Stieringer wurde durch Bastian Pastewka ersetzt.
Besetzung der 2008/2009 neu produzierten 1. Staffel:
| Person                      | Sprecher             |
| --------------------------- | -------------------- |
| 1. Sprecher                 | Jürgen Thormann      |
| 2. Sprecher                 | Bastian Pastewka     |
| Dickie Dick Dickens         | Konstantin Graudus   |
| Jim Cooper                  | Hans Peter Hallwachs |
| Effi Marconi                | Susanne Schrader     |
| Opa Crackle                 | Rolf Nagel           |
| Harry                       | Jens Wawrczeck       |
| Bonco                       | Benjamin Utzerath    |
| Josua Benedikt Streubenguss | Wilfried Dziallas    |
| Mummy Tobo Dutch            | Monty Arnold         |
| Kommissar Hillbilly         | Hans Peter Korff     |
| Sergeant Martin             | Lutz Herkenrath      |
| Admiral Jefferson Harper    | Thomas Roth          |
| Mrs. Edwina Shrewshopper    | Henning Scherf       |

| Staffel                   | Folge   | Titel | Erstausstrahlung |
| ------------------------- | ------- | --- | ---------------- |
| 1                         | 1       | Die wasserdichte Damen-Präzisions-Armbanduhr- oder: Das Veilchen, das im Verborgenen blüht                                                              | 10.05.1960       |
|                           | 2       | Ich bin nur ein kleiner Taschendieb - oder: Gute Nacht, liebes Mädel, gut´ Nacht                                                                        | 14.05.1960       |
|                           | 3       | Gar lustig ist das Räuberleben | 17.05.1960       |
|                           | 4       | Rhapsodie in Gold | 21.05.1960       |
|                           | 5       | Keine Angst vorm bösen Mann | 24.05.1960       |
|                           | 6       | Regentropfen auf dem Blechdach | 28.05.1960       |
|                           | 7       | Die Träne quillt, Chicago hat ihn wieder | 31.05.1960       |
|                           | 8       | Wer kein Stahl hat, hat die Qual | 04.06.1960       |
|                           | 9       | Von bleiernen Kugeln einen Kranz |                  |
|                           | 10      | Das Geheimnis des schwarzen Katers | 11.06.1960       |
|                           | 11      | Des schwarzen Katers zweites Geheimnis | 14.06.1960       |
|                           | 12      | Einer langen Irrfahrt schließliches Ende - oder: Auch Pässe müssen passen                                                                               | 18.06.1960       |
| 2                         | 13      | Wale und kleine Fische | 05.11.1960       |
|                           | 14      | Chicago ist kein Dorf | 08.11.1960       |
|                           | 15      | Es klappert die Mühle | 12.11.1960       |
|                           | 16      | Rotwein für die Herren, Strychnin für die Damen | 15.11.1960       |
|                           | 17      | Das Vermächtnis des großen Jim | 19.11.1960       |
|                           | 18      | Immer diese Schwierigkeiten | 22.11.1960       |
|                           | 19      | Nur nicht kleinkriegen lassen! | 26.11.1960       |
|                           | 20      | Sieben Spatzen auf dem Dach | 29.11.1960       |
|                           | 21      | Die lustigen Weiber von Chicago | 03.12.1960       |
|                           | 22      | Warten im Regen - bringt selten Segen | 06.12.1960       |
|                           | 23      | Mit allen Wassern gewaschen | 10.12.1960       |
|                           | 24      | Plaudereien am Telefon | 13.12.1960       |
| 3                         | 25      | Ein Verbrechenschaftsbericht - oder: Canastaricanischer Knast                                                                                           | 31.10.1961       |
|                           | 26      | Feuer für DDD - oder: Nun mach mal einen Druckpunkt! | 04.11.1961       |
|                           | 27      | Sieben Leichen und kein Tropfen Blut - oder: Kein Tropfen Blut und sieben Leichen                                                                       | 07.11.1961       |
|                           | 28      | Betrüge, wem Betrug gegeben - oder: Sie trauen sich nicht                                                                                               | 11.11.1961       |
|                           | 29      | Ruhe sanft, General! - oder: Um den Hals geflogen | 14.11.1961       |
|                           | 30      | Ticki-Ticki-Tack - oder: Tacka-Tacka-Tick | 18.11.1961       |
|                           | 31      | Die Geister des Irazú - oder: Was kommt dort von der Höh´                                                                                               | 21.11.1961       |
|                           | 32      | Hannibal ante portas - oder: Kommt ein Vogel geflogen                                                                                                   | 25.11.1961       |
|                           | 33      | Wem die Runde schlägt - oder: Haben Sie schon zur Nacht gebadet?                                                                                        | 28.11.1961       |
|                           | 34      | Mit der Schlinge um den Hals - oder: Wer hat denn da die Hand am Hahn?                                                                                  | 02.12.1961       |
|                           | 35      | Gangster, die schießen, töten nicht - oder: Der Morgengrauplan                                                                                          | 05.12.1961       |
|                           | 36      | Die Nacht des Schicksals - oder: Handschellen der Heimat                                                                                                | 09.12.1961       |
| Neuauflage der 1. Staffel | 1 & 2   | Episode 1: Die wasserdichte Damen-Präzisions-Armbanduhr und Episode 2: Ich bin nur ein kleiner Taschendieb - oder: Gute Nacht, liebes Mädel, Gut' Nacht | 22.05.2009       |
|                           | 3 & 4   | Episode 3: Gar lustig ist das Räuberleben und Episode 4: Rhapsodie in Gold                                                                              | 29.05.2009       |
|                           | 5 & 6   | Episode 5: Keine Angst vorm bösen Mann und Episode 6: Der ländlichen Idylle zweiter Teil                                                                | 05.06.2009       |
|                           | 7 & 8   | Episode 7: Die Träne quillt, Tschaikeego hat ihn wieder und Episode 8: Wer kein Stahl hat, hat die Qual                                                 | 12.06.2009       |
|                           | 9 & 10  | Episode 9: Von bleiernen Kugel einen Kranz und Episode 10: Das Geheimnis des schwarzen Katers                                                           | 19.06.2009       |
|                           | 11 & 12 | Episode 11: Des schwarzen Katers zweites Geheimnis und Episode 12: Einer langen Irrfahrt schließliches End                                              | 26.06.2009       |

### Schweiz
Darüber hinaus hat auch das Schweizer Radio DRS – unter der Regie von Lilian Westphal – eine weitere Version von Dickie Dick Dickens produziert.
| Staffel | Folge | Titel                                           | Produktionsjahr |
| ------- | ----- | ----------------------------------------------- | --------------- |
| 1       | 1     | Das Veilchen, das im verborgenen blüht          | 1966            |
|         | 2     | Rhapsodie in Gold                               | 1966            |
|         | 3     | Regentropfen auf dem Blechdach                  | 1966            |
|         | 4     | Von bleiernen Kugeln einen Kranz                | 1966            |
|         | 5     | Das Geheimnis des schwarzen Katers              | 1966            |
|         | 6     | Auch Pässe müssen passen                        | 1966            |
| 2       | 7     | Wale und kleine Fische                          | 1968            |
|         | 8     | Rotwein für die Herren, Strychnin für die Damen | 1968            |
|         | 9     | Das Vermächtnis des großen Jim                  | 1968            |
|         | 10    | Die lustigen Weiber von Chicago                 | 1968            |
|         | 11    | Mit allen Wassern gewaschen                     | 1968            |
|         | 12    | Plaudereien am Telefon                          | 1968            |

### Norwegen
Auch in Norwegen wurde Dickie Dick Dickens produziert. Außerdem erschien 1972 eine zusätzliche neue Folge „Dickie Dick Dickens i Norge“, welche jedoch von Paul Skoe geschrieben wurde.

### Schweden
In Schweden wurde Dickie Dick Dickens von Sveriges Radio 1966 bis 1967 produziert, in 36 Folgen. Das erste Buch erschien 1966.
Mittlerweile sind die Radio-Bremen-Fassung, die Schweizer und norwegische Fassung auch auf CD erschienen.

## Veröffentlichungen
Aufgrund der Hörspielreihe sind die Abenteuer von Dickie Dick Dickens auch in anderen Medien erschienen:

### MC
Es gibt folgendes MC-Paket:
- Alexandra Becker, Rolf Becker: Dickie Dick Dickens (4 MCs, ISBN 3-89940-351-7, Der Hoerverlag, 2004)

### CD
Es gibt folgende CD-Pakete von Rolf und Alexandra Becker:
- Rolf und Alexandra Becker: Dickie Dick Dickens (5 CDs, ISBN 3-89940-063-1, der hörverlag, 2004)
- Rolf und Alexandra Becker: Neues von Dickie Dick Dickens (6 CDs, ISBN 3-89940-426-2, der hörverlag, 2004)
- Rolf und Alexandra Becker: Dickie Dick Dickens der Revolutionsheld (6 CDs, ISBN 3-89940-427-0, der hörverlag, 2004)
- Rolf und Alexandra Becker: Dickie Dick Dickens wieder im Lande (2 CDs, ISBN 3-89940-576-5, der hörverlag, 2005)
- Rolf und Alexandra Becker: 2. Staffel der Bremer Hörspielfassung (7 CDs, ISBN 3-937800-28-X, Gryphon-Verlag, 2005)
- Rolf und Alexandra Becker: 3. Staffel der Bremer Hörspielfassung (7 CDs, ISBN 3-937800-53-0, Gryphon-Verlag, 2006)
- Rolf und Alexandra Becker: Dickie Dick Dickens 1 DRS-Produktion (6 CDs, ISBN 3-85616-250-X, Christoph Merian Verlag, 2005)
- Rolf und Alexandra Becker: Dickie Dick Dickens 2 – die Fortsetzung DRS-Produktion (6 CDs, ISBN 3-85616-255-0, Christoph Merian Verlag, 2005)

### Taschenbücher
Parallel und im Anschluss an die Hörspielreihe erschienen ebenfalls Taschenbuchausgaben:
- Dickie Dick Dickens (1959)
- Dickie gibt kein Fersengeld (1963)
- Dickie Dick Dickens gegen Chicago (1964)
- Dickie Dick Dickens schlägt Wellen (1986)